# Loles López Gabarro
María Dolores López Gabarro, más conocida como Loles López (Valverde del Camino, Huelva, 18 de marzo de 1977), es una abogada y política española del Partido Popular, por el que ha resultado elegida diputada por Huelva en la VIII legislatura del Parlamento de Andalucía, IX legislatura del Parlamento de Andalucía y XI legislatura del Parlamento de Andalucía legislaturas del Parlamento de Andalucía, y senadora por Huelva en la xi y xii legislaturas de las Cortes Generales. En la actualidad, es presidenta del grupo parlamentario popular en el Parlamento de Andalucía y, entre 2014 y 2022, secretaria general del PP-A. Anteriormente, ha desempeñado diversos cargos públicos y orgánicos, entre los que destaca el de alcaldesa de Valverde del Camino.
Desde 2022 ejerce el cargo de consejera de Inclusión Social, Juventud, Familias e Igualdad en el segundo gobierno de la Junta de Andalucía presidido por Juan Manuel Moreno.

## Biografía
Nacida en Valverde del Camino el 18 de marzo de 1977, es la menor de una familia de cuatro hermanos. Sus padres, de origen modesto y oriundos del mismo municipio, ejercían labores del campo y de cuidado de niños. López asistió al colegio de las Hermanas de la Cruz de Valverde, y, posteriormente, obtuvo la Licenciatura en Derecho en la Universidad de Huelva. Desde pequeña, compaginó su formación educativa con la práctica del baloncesto, llegando a competir en campeonatos de ámbito regional con el equipo juvenil femenino de Valverde del Camino. Tras licenciarse, trabajó en una empresa cementera y fue pasante en un despacho de abogados de Huelva.

## Trayectoria política

### Política municipal
El salto de López a la política se produjo en el 2002, cuando se afilió al Partido Popular. En las elecciones municipales de 2003 y 2007, resultó elegida concejal en el Ayuntamiento de Valverde del Camino, al concurrir, en ambas ocasiones, como número dos de la lista electoral del PP. Permaneció en la bancada de la oposición hasta las elecciones de 2011, en las que accedió a la alcaldía al obtener el PP, por primera vez, mayoría absoluta en el municipio. En 2015 revalidó la alcaldía con mayoría absoluta, pero, en esta ocasión, no llegó a completar la legislatura, al renunciar al cargo y al acta de concejal, en octubre de 2016, por incompatibilidad con el escaño obtenido en el Senado en las elecciones generales de 2016.
En febrero de 2019, dos exconcejales socialistas de Valverde presentaron una querella contra López por un presunto delito de fraude en la contratación y malversación de fondos públicos en su etapa como alcaldesa. La querella fue desestimada y archivada en octubre por el Juzgado de Instrucción n.º 2 de Huelva.

### Política autonómica
En paralelo a su trayectoria municipal, López obtuvo sendos escaños de diputada por Huelva en las elecciones al Parlamento de Andalucía de 2008 y 2012. Durante esta etapa, desempeñó los cargos de secretaria de la Comisión de Salud, portavoz del Partido Popular en la Comisión de Igualdad y presidenta de la Comisión de Hacienda y Administración Pública. En octubre de 2014, renunció a su escaño tras una reforma de la ley electoral andaluza, avalada por sentencia del Tribunal Constitucional, que determina la incompatibilidad entre los cargos de alcalde y parlamentario autonómico.
En las elecciones autonómicas de 2018 encabezó la lista electoral del Partido Popular por Huelva, obteniendo un 22,6 % de los sufragios y tres de los diputados de la circunscripción. López volvió al Parlamento de Andalucía tras cuatro años de ausencia, y en febrero de 2019 fue designada presidenta del grupo parlamentario popular, tras la elección de Juan Manuel Moreno, líder del grupo desde 2015, como presidente de la Junta de Andalucía.

### Ascenso en el PP-A
Desde sus inicios en la política municipal, López captó la atención del entonces presidente del Partido Popular Andaluz, Javier Arenas, que la incluyó en la ejecutiva del partido como vicesecretaria de Políticas Sociales y Acción Sectorial. En las semanas anteriores a las elecciones autonómicas de 2012, se especuló con la posibilidad de que López ocupase un alto cargo en un gobierno autonómico presidido por Arenas. No obstante, si bien el PP ganó las elecciones, un pacto entre el PSOE e IULV-CA impidió que Arenas pudiera optar a la presidencia de la Junta. Tras la dimisión de Arenas en julio de 2012, López mantuvo su cargo de vicesecretaria con Juan Ignacio Zoido como nuevo presidente del PP-A.
En el XIV Congreso Regional del PP-A de febrero de 2014, que eligió a Moreno como nuevo líder del PP-A, López fue designada secretaria general, convirtiéndose en la «número dos» del partido en Andalucía. Fue reelegida por otros cuatro años en el XV Congreso Regional, celebrado en Málaga en marzo de 2017.

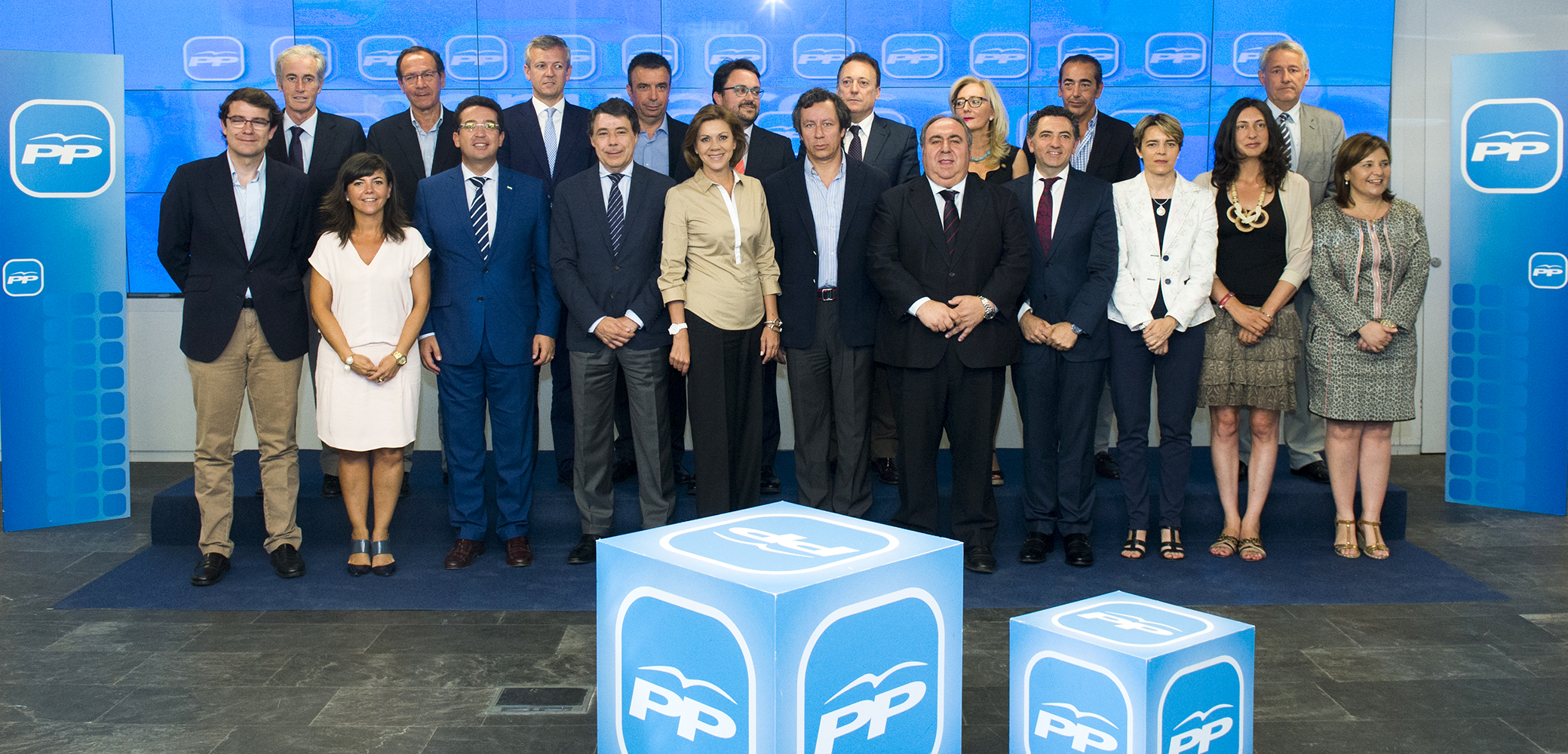
Reunión de secretarios generales del Partido Popular de 2014

## Premios y distinciones
- Medalla de Oro de Valverde del Camino (14 de septiembre de 2018).[22]